# Ja'ir Šprincak
Ja'ir Šprincak (hebrejsky: יאיר שפרינצק, žil 8. listopadu 1911 – 6. září 1999) byl izraelský chemik, politik a poslanec Knesetu za stranu Moledet.

## Biografie
Narodil se v Tel Avivu. Vystudoval střední školu v Jeruzalému a chemii na Université Libre de Bruxelles. Působil pak jako výzkumník v ústavu organické chemie na Weizmannově institutu a profesor na Telavivské univerzitě. Předsedal veřejnému výboru na podporu odsolování mořské vody. Publikoval řadu odborných článků. Jeho otec Josef Šprincak byl sionistickým politikem a prvním předsedou Knesetu.

## Politická dráha
Byl členem hnutí za Velký Izrael, v jehož vedení zasedal. Působil v hnutí La'am a Techija, byl jedním ze zakladatelů strany Moledet. V izraelském parlamentu zasedl po volbách v roce 1988, do nichž šel za stranu Moledet. Stal se členem výboru pro imigraci a absorpci, výboru pro zahraniční záležitosti a obranu, výboru práce a sociálních věcí a výboru House Committee. Ve volbách v roce 1992 mandát neobhájil.